# بونغول (سنغافورة)
بونغول (بالإنجليزية: Pungool)‏ هي منطقة تخطيط ومدينة جديدة تقع في شبه جزيرة تانجونغ بونغول في المنطقة الشمالية الشرقية بسنغافورة.